# Пульсадеча
Пульсадеча — річка в Україні, у Вишгородський районі Київської області. Права притока Десни (басейн Дніпра).

## Опис
Довжина річки приблизно 22,3 км.

## Розташування
Бере початок на південному заході від селища Десна. Тече переважно на південний схід через Боденьки, Жукин і впадає у річку Десну, ліву притоку Дніпра.
Річку перетинає автомобільна дорога Р69